# Jordan Anderson
Jordan Anderson sau Jourdon Anderson (n. decembrie 1825, Tennessee, SUA – d. 15 aprilie 1907, Dayton, Ohio, SUA) a fost un fost sclav⁠(d) afro-american remarcat pentru o scrisoare pe care a dictat-o în 1865, mai târziu intitulată de către editori „Scrisoarea unui sclav eliberat către fostul lui stăpân”. Era adresată fostului său stăpân, colonelul PH Anderson, de la care Jordan Anderson își luase numele de familie, ca răspuns la solicitarea colonelului ca Anderson să se întoarcă la plantația⁠(d) colonelului pentru a ajuta la refacerea fermei după distrugere cauzată de război. Ea a fost descrisă ca unul din puținele exemple de „umor de sclav” documentat în acea perioadă, iar stilul său sarcastic a fost comparat favorabil cu satira lui Mark Twain.

## Biografie
Anderson s-a născut în decembrie 1825 undeva în Tennessee. Înainte de vârsta de șapte sau opt ani, a fost vândut ca sclav generalului Paulding Anderson din Big Spring⁠(d) din comitatul Wilson și, ulterior, a fost lăsat moștenire fiului generalului, Patrick Henry Anderson, probabil ca slujitor personal și tovarăș de joacă, deoarece cei doi erau de vârstă similară. În 1848, Jordan Anderson s-a căsătorit cu Amanda (Mandy) McGregor. Cei doi aveau săi aibă în cele din urmă 11 copii.
În 1864, soldații Armatei Uniunii⁠(d) au ocupat pe plantația Anderson și l-au eliberat pe Jordan Anderson în virtutea Proclamației de emancipare. Este posibil ca el să fi lucrat la Spitalul Militar Cumberland din Nashville înainte de a se stabili în Dayton, Ohio, unde s-a mutat cu ajutorul dr. Clarke McDermont, care era chirurg la spital. Acolo, Anderson și-a găsit de lucru ca slujitor, om de serviciu, vizitiu sau grăjdar, până în 1894, când a devenit paracliser⁠(d), probabil la Biserica Metodistă Wesleyană⁠(d). A rămas în această slujbă până la moartea sa. Angajatorul lui, Valentine Winters, era socrul lui McDermont.

### Scrisoarea
În iulie 1865, la câteva luni după încheierea Războiului Civil, colonelul PH Anderson a scris o scrisoare din Big Spring, Tennessee, fostului său sclav, acum eliberat, Jordan Anderson, cerându-i să se întoarcă și să lucreze pe plantația care rămăsese în dezordine din cauza războiului. Sezonul recoltei se apropia, și nu era nimeni disponibil să strângă recoltele; colonelul făcea un ultim efort pentru a-și salva ferma.
Pe 7 august, din casa lui din Ohio, Jordan Anderson a dictat o scrisoare de răspuns angajatorului său aboliționist, avocatul Valentine Winters, care a publicat-o în Cincinnati Commercial⁠(d). Scrisoarea a făcut imediat senzație în presă, și a fost retipărită în New York Daily Tribune⁠(d) din 22 august 1865 și în The Freedmen's Book a Lydiei Maria Child⁠(d) în același an.
În scrisoare, Jordan Anderson descrie viața lui mai bună din Ohio și îi cere fostului său stăpân salariul retroactiv în valoare de 11.680 de dolari. Jordan și-a calculat salariul la 25 de dolari pe lună timp de 32 de ani pentru el și 2 dolari pe săptămână timp de 20 de ani pentru soția lui, Mandy. De asemenea, a cerut dobânda acumulată, mai puțin costurile pentru îmbrăcămintea lor, „trei vizite la doctor pentru mine și scoaterea unui dinte pentru Mandy”. El cere ca salariile întârziate să fie livrate prin intermediul companiei Adams Express⁠(d), declarând: „Dacă nu ne plătiți pentru munca credincioasă din trecut, nu putem avea prea multă încredere în promisiunile dumneavoastră pentru viitor”. Anderson întreabă dacă fiicele lui vor fi în siguranță în Tennessee și dacă vor putea avea o educație, deoarece sunt „fete arătoase” și declară că ar prefera să moară „decât fie făcute de rușine fetele mele de violența și răutatea tinerilor lor stăpâni... cum a fost cu bietele Matilda și Catherine." Scrisoarea se încheie astfel: „Să-l salutați pe George Carter și să-i mulțumiți că v-a luat pistolul din mână când trăgeați în mine”.
Persoanele menționate în scrisoare sunt reale: George Carter era tâmplar în comitatul Wilson; „Miss Mary” și „Miss Martha” erau soția colonelului Anderson, Mary, și fiica lor, Martha; iar „Henry”, care plănuia să-l împuște pe Anderson dacă ar avea vreodată ocazia, „era mai mult ca sigur fiul colonelului Patrick Henry Anderson, Patrick Henry Jr., pe care toată lumea îl numea Henry și care ar fi avut vreo 18 ani când Anderson a plecat în 1864”. Cele două fiice, „biata Matilda și Catherine”, nu au călătorit cu Anderson în Ohio, iar soarta lor este necunoscută; se speculează că orice li s-a întâmplat a fost fatal sau că au fost vândute ca sclave altor familii înainte ca Anderson să fie eliberat. „V. Winters” din scrisoare era amintitul Valentine Winters, un bancher din Dayton și fondator al Băncii Winters, pe care Anderson și soția sa îl respectau atât de mult încât în 1870 l-au numit pe unul dintre fiii lor Valentine Winters Anderson.
După ce nu a reușit să-și atragă foștii sclavi înapoi, colonelul Anderson a vândut pământul pe bani puțini pentru a încerca să scape de datorii. Doi ani mai târziu, murea la vârsta de 44 de ani. Înainte de 2006, istoricul Raymond Winbush⁠(d) a căutat rudele în viață ale colonelului din Big Spring, raportând că „sunt încă supărați pe Jordan pentru că nu s-a întors”, știind că plantația se afla într-o grea paragină după război.

### Moartea
Anderson a murit la Dayton pe 15 aprilie 1905, de „epuizare”, la vârsta de 79 de ani și este înmormântat în cimitirul Woodland⁠(d), unul dintre cele mai vechi cimitire „de grădină” din Statele Unite. Amanda a murit la 12 aprilie 1913; este îngropată lângă el.

## Urmări

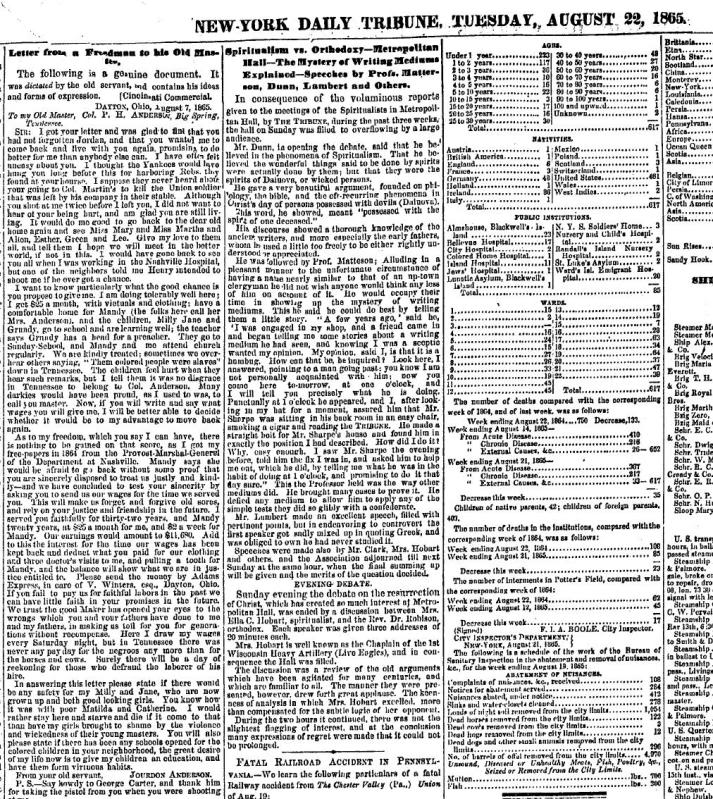
Ziarul cu scrisoarea lui Anderson

Dr. Valentine Winters Anderson, fiul lui Jordan Anderson, a fost un prieten apropiat și colaborator al lui Paul Laurence Dunbar, un renumit autor afro-american. Un personaj numit „Jeremiah Anderson”, căruia fostul său stăpân îi cere să se întoarcă la plantație și el refuză, apare în nuvela lui Dunbar, „The Wisdom of Silence”.
În 2012, Michael Johnson, istoric la Universitatea Johns Hopkins, a cercetat persoanele și locurile menționate pentru a verifica autenticitatea documentului. El a descoperit că arhivele de sclavi din 1860 îl numeau pe un colonel PH Anderson în comitatul corect și că unii dintre sclavii săi, deși nu erau menționați după nume, se potriveau cu sexele și vârstele celor din scrisoare. Jordan Anderson, soția sa și copiii apar, de asemenea, în recensământul din 1870 din Dayton; sunt enumerați ca negri și născuți în Tennessee.
În 2018, Laurence Fishburne a lecturat scrisoarea pentru Letters Live⁠(d), la Town Hall⁠(d) din New York.